# Stefanija Elfutina
Stefanija Aleksandrovna Elfutina (in russo Стефания Александровна Елфутина?; Ejsk, 27 gennaio 1997) è una velista russa, vincitrice della medaglia di bronzo nel windsurf alle Olimpiadi di Rio de Janeiro 2016.

## Palmarès
- Giochi olimpici

Rio de Janeiro 2016: bronzo nel RS:X.
- Campionati europei di vela

Helsinki 2016: bronzo nel RS:X;
Marsiglia 2017: argento nel RS:X.
Sopot 2018: argento nel RS:X.